# روبي فنسنت
روبي فنسنت (بالإنجليزية: Robbie Vincent)‏ هو دي جيه بريطاني، ولد في 9 يونيو 1947 في فيليكسستو في المملكة المتحدة.